# Love Jam
Albums de Ai Ōtsuka
Love Punch
(2004) Love Cook
(2005)
Singles
Love Jam est le 2e album de Ai Ōtsuka, sorti sous le label Avex Trax le 17 novembre 2004 au Japon. Il atteint la 1re place du classement de l'Oricon. Il se vend à 224 381 exemplaires la première semaine, et reste classé pendant 70 semaines, pour un total de 656 708 exemplaires vendus. Il sort en format CD et CD+DVD, la version First Press contient un livre de 80 pages.

## Liste des titres
| 1.  | Superman (スーパーマン)                                        | 3:50 |
| 2.  | Happy Days                                                     | 3:44 |
| 3.  | Strawberry Jam                                                 | 4:23 |
| 4.  | Daisuki da yo. (大好きだよ。)                                  | 4:45 |
| 5.  | Sensu (扇子)                                                   | 4:21 |
| 6.  | Mousou Chop (妄想チョップ)                                     | 3:37 |
| 7.  | Ponpon (ポンポン)                                              | 2:22 |
| 8.  | Futatsuboshi Kinenbi (ふたつ星記念日)                          | 4:09 |
| 9.  | Kingyo Hanabi (金魚花火)                                       | 4:34 |
| 10. | Kuroge Wagyuu Joshio Tanyaki 735 Yen (黒毛和牛上塩タン焼735円) | 4:24 |
| 11. | Friends (フレンズ)                                             | 4:28 |

| 1. | LOVE's STORY ~Daisuki da yo.~ (LOVE's STORY ～大好きだよ。～) |  |
| 2. | SHORT FILM ~Kingyo Hanabi~ (SHORT FILM ～金魚花火～)          |  |